# 形状理论
形状理论是拓扑学的一个分支，它是同伦理论的扩展，考虑了特殊局部属性的情形。形状理论将同伦理论扩展至更一般的空间上，比如紧致度量空间，或紧致豪斯多夫空间。

## 背景
形状理论由波兰数学家Karol Borsuk在1968年创建。

## 华沙圈
Borsuk在华沙生活和工作，因此华沙成为此领域中的基础示例之一的名称，即华沙圈。它是平面的紧子集，通过用弧线将拓扑学家的正弦曲线封闭起来而得到。
华沙圈有同伦群，它与点的同伦群同构，但是两者并不是同伦等价的；Whitehead定理在此并不适用，因为华沙圈不是一个CW复形。

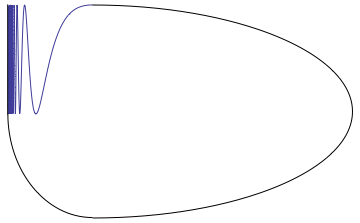
华沙圈. 用Mathematica®生成.

## 发展
Borsuk的原始形状理论已经被可逆系统(inverse system)这种更系统化的方法取代，可逆系统由Sibe Mardešić创立，而Timothy Porter也独立完成了类似工作。